# 韩国电话号码系统

## 概述
- 国际呼叫：00N（其中 N 是运营商代码）后跟远方国家代码和电话号码。
- 拨打韩国：+82 XX XXXX YYYY。从国外拨入韩国时，前导的“0”将被删除。
- 部分 1566/1577/1588 电话号码无法从国外拨打。
- 国内长途电话：0NN（其中NN为运营商代码）后接0XX区号和XXXX YYYY号码。见国内长途服务代码和区号。
- 拨打蜂窝电话：01N XXXX YYYY（见手机号码）。统一010号用户之间通话时，前导010可以掉线（XXXX YYYY）。
- 特殊服务电话：0N0 XXXX YYYY（见特殊服务）

例如;
- 首尔内请拨打 02-312-3456：312-3456
- 从其他地方拨打 02-312-3456：02-312-3456
- 釜山内请拨打 051-212-3456：212-3456
- 从其他地方拨打 051-212-3456：051-212-3456
- 从国外拨打02-312-3456：+82-2-312-3456

韩国采用开放式拨号方案，总长度（包括0）为9至11位，城市内用户号码为7至8位。从手机拨打除 010 号码以外的任何类型的电话，必须包括区号。
1998 年，首尔的电话号码以 2 和 6 开头增加了更多数字（02-2XX-YYYY 到 02-22XX-YYYY，02-6XX-YYYY 到 02-26XX-YYYY）。2000年6月区号从4位数缩短为2~3位数之前，有1位数的交换号码（通常为“2”）和一些2位数的交换号码，所以一些电话号码如0347-61-XXXX、0443-2- XXXX 或 0525-40-XXXX 存在。（现在是 031-761-XXXX、043-652-XXXX 和 055-340-XXXX）

## 完整列表

### 国际电话运营商代码
- 001 - KT国际长途电话
- 002 - LG U+国际电话
- 003xx - 通过互联网协议或国际特殊服务的国际电话
  - 00365 -世宗电信通过互联网协议拨打国际电话
- 005 - SK 宽带国际电话（比同一公司的 5 位前缀服务质量更高）
- 006 - SK Telink国际电话（比同一公司的 5 位前缀服务质量更高）
- 007xx - 通过互联网协议或国际特殊服务的国际电话
  - 00700 - SK Telink通过互联网协议拨打国际电话
  - 00727 -通过互联网协议的KT国际电话
  - 00766 -通过互联网协议的SK 宽带国际电话
  - 00794 - 接线员服务
- 008 -世宗电信国际电话（比同一公司的5位数前缀服务质量更高）

### 移动前缀
- 010 - 移动（所有韩国移动电话公司，自 2004 年 1 月 1 日起）
- 011 - 移动（SK Telecom，直到 2003 年 12 月 31 日）（所有韩国移动电话公司，从 2004 年 1 月 1 日起）
- 012 - 机器对机器（前蜂鸣器）
- 013xx - 移动专用网（无线船舶等）
- 014xx -点对点协议访问号码
- 015 - 移动服务：寻呼服务
- 016 - Mobile ( KT , 直到 2003 年 6 月 30 日)（所有韩国移动电话公司，从 2004 年 7 月 1 日起）
- 017 - 移动（SK Telecom，直到 2003 年 12 月 31 日）（所有韩国移动电话公司，从 2004 年 1 月 1 日起）
- 018 - Mobile ( KT , 直到 2003 年 6 月 30 日)（所有韩国移动电话公司，从 2004 年 7 月 1 日起）
- 019 - 移动（LG U+，直到 2004 年 12 月 31 日）（所有韩国移动电话公司，从 2005 年 1 月 1 日起）

### 服务
- 030 - UMS
- 050 - 个人号码服务
- 050x - 匿名虚拟号码服务
- 060 - 基于电话的智能服务
- 070 - 网络电话（VoIP）
- 080 - 免费电话

### 区号
2000年6月之前，韩国使用二到四位数的区号。
- 02 -首尔和京畿道的部分地区（果川、光明以及高阳和河南的一些街区）
- 031 -京畿道（其它部分）
- 032 -仁川和京畿道的部分地区（富川和安山的一些岛屿社区）
- 033 -江原道
- 041 -忠清南道大部
- 042 -大田和忠清南道的一部分（鸡龙）
- 043 -忠清北道
- 044 -世宗市
- 049 -开城工业区
- 051 -釜山
- 052 -蔚山
- 053 -大邱和庆尚北道的一部分（庆山）
- 054 -庆尚北道
- 055 -庆尚南道和蔚山的一些街区
- 061 -全罗南道
- 062 -光州
- 063 -全罗北道
- 064 -济州

### 国内长途运营商代码
拨打国内长途前无需拨打任何运营商前缀。仅当您想选择默认长途运营商（通常是提供电话线的同一家公司）以外的其他运营商时，才需要这些前缀。
- 081 - KT
- 082 - LG U+
- 083 -世宗电信
- 084 - SK宽带
- 085xx - [国内长途增值服务（VAS）]
- 086 - SK泰凌
- 087 - （目前未使用）
- 088 - （目前未使用）

### 特殊号码
- 100 - KT客户中心
- 101 - LG U+客户中心
- 105 - 船舶无线服务
- 106 - SK宽带客户中心
- 107 - LG U+ 报告
- 108 - SK宽带商务客户中心
- 109 - KT报告
- 111 - NIS
- 112 - 警察
- 113 - 间谍报告
- 区号 + 114 - 目录服务（韩国信息服务）
- 115 - KT电报
- 116 - KT 标准时间服务
- 117 - 校园暴力热线（从 2012 年开始，以前：报告对妇女的性交易）
- 118 - 网络恐怖主义报告
- 119 - 消防队，救护车
- 120 - 生活服务
- 121 - 水务报告
- 122 - 海岸警卫队紧急情况
- 123 - KEPCO电气报告
- 125 - 走私报告
- 127 - 毒品报告
- 128 - 污染报告
- 129 - 与社会福利服务的协调（2005 年 10 月之后）
- 1300 -邮政服务
- 1301 - 检察官服务
- 区号 + 131 -天气预报
- 132 - 民事诉讼（韩国法律援助公司 - 合同纠纷）
- 1330 - KNTO旅游信息（巴士·火车时刻表、酒店·客栈信息、免费翻译服务）
- 1331 - 人权委员会
- 1332 - 财务委员会
- 1333 - 交通信息
- 1335 - 信息通信服务中心
- 1336 - 侵犯个人信息板
- 1337 - 军事安全委员会
- 1338 - 通讯服务中心和报告
- 1339 - 紧急医疗
- 134 - 旅游信息
- 1345 - 移民联络中心（多语言支持）
- 1350 - 劳工委员会
- 1355 - 国民年金服务
- 1357 - 中小企业支持
- 1365 - 志愿服务信息
- 1366 - 家庭虐待报告
- 1369 - 财务信息查询
- 1377 - 食品银行
- 1379 - 无理侵犯民生举报
- 1382 - 公民登记确认
- 1385 - 业务不适报告和委员会
- 1388 - 轻微虐待报告
- 1389 - 虐待老人热线和董事会
- 1390 - 选举信息及侵权热线
- 1391 - 虐童热线
- 1398 - 虐待儿童热线
- 1399 - 不干净的杂货店报告
- 141 - 联络室（KT）
- 182 - 失踪儿童报告热线
- 188 - 国家审计和检查委员会

### 收集电话
- 082-17,1677 - upplus (Dacom) 收集电话
- 1541 - KT收集电话
- 1677 -世宗电信到付电话
- 1682 - SK Telink 自付电话

### 智能网
- 14XXXXXX
- 15XXXXXX
  - 1544-XXXX - LG Dacom(LG U+)全国单号服务
  - 1566-XXXX - SK宽带全国单号服务
  - 1577-XXXX - KT全国单号服务
  - 1588-XXXX - KT全国单号服务
  - 1599-XXXX - SK泰凌全国单号服务
- 16XXXXXX
  - 1661-XXXX - LG U+全国单号服务
  - 1688-XXXX - 世宗电信全国单号服务